# Tipula (Sinotipula) delfinadoae
Tipula (Sinotipula) delfinadoae is een tweevleugelige uit de familie langpootmuggen (Tipulidae). De soort komt voor in het Oriëntaals gebied.